# Rótova
Rótova è un comune spagnolo di 1 259 abitanti situato nella comunità autonoma Valenciana.